# Мусин, Илья Сергеевич
Илья́ Серге́евич Му́син (3 февраля 1991, Новокузнецк, СССР) — российский хоккеист, игравший на позиции нападающего. Завершил игровую карьеру в 2019 году. Является серебряным призёром Молодёжной хоккейной лиги (МХЛ).

## Карьера
Мусин является воспитанником новокузнецкого «Металлурга». С 2007 по 2009 год выступал за фарм-клуб «Металлург-2». В 2009 году начал выступать за созданную молодёжную команду «Кузнецкие Медведи». Илья сразу же стал одним ведущих игроков в составе «медведей». В сезоне 2009/10 он месте с командой завоевал серебряные медали МХЛ. Мусин дебютировал в «Металлурге» 17 января 2011 года в поединке против «Барыса». В своём пятом в КХЛ нападающий забросил свою первую шайбу, при этом поразив ворота легендарного вратаря Доминика Гашека. Всего в КХЛ в том сезоне Илья провёл 7 матчей, после которых в основную команду вызывался спустя два года. В 2013 году игрок сыграл один матч за «Металлург» в Кубке Надежды, в котором отметился результативной передачей. В середине сезона 2012/13 Илья получил серьёзную травму в матче с «Сибирскими Снайперами». В результате у игрока были повреждены оба глаза. После этого случая из-за осложнения с глазом по рекомендации врачей Мусин играет в закрытой маске.
С сезона 2013/14 Мусин из-за возраста уже не мог проводить в «Кузнецких Медведях». Он начал сезон в фарм-клубе «Металлурга» в Высшей хоккейной лиге (ВХЛ) «Ариаде». По ходу сезона Илья был возвращён в основную команду. Однако, показать результативную игру у нападающего не получилось: за 14 матчей он отметился лишь одной результативной передачей. Несмотря на это, следующий сезон Илья начинал в основе «металлургов». Старт сезона для игрока ознаменовался тяжелой травмой. В матче против «Сибири» Мусин столкнулся с защитником соперника Константином Алексеевым, что обернулось для новокузнечанина переломом ключицы. В итоге Илья провёл в сезоне только 13 матчей, в которых набрал 3 результативных балла.
В сезоне 2015/16 Мусин продолжил выступление в родном клубе. В первом же матче сезона против «Витязя» нападающий сумел забросить шайбу, став автором первого гола «Металлурга» в сезоне.
Последующие сезоны также выступал за Новокузнецкий «Металлург». За 161 игру за «Кузню» набрал 31 очко. 6 января 2019 года объявил о завершении карьеры по семейным обстоятельствам.

## Личная жизнь
В 2015 году Илья Мусин женился на своей подруге по имени Ярослава. Свадьба состоялась в Новокузнецке.

## Статистика
| Легенда | Легенда                    | Легенда | Легенда                   | Легенда | Легенда    |
| ------- | -------------------------- | ------- | ------------------------- | ------- | ---------- |
| И       | Количество проведённых игр | Штр     | Штрафное время            | +/−     | Плюс-минус |
| Г       | Голы                       | П       | Голевые передачи          | О       | Очки       |
| -       | Статистика неизвестна      | —       | Статистика не учитывалась |         |            |

### Клубная
- a В «Плей-офф» учитывается статистика игрока в Кубке Надежды.

## Достижения
Командные
| Год  | Команда           | Достижение            | Достижение |
| ---- | ----------------- | --------------------- | ---------- |
| 2010 | Кузнецкие Медведи | Серебряный призёр МХЛ |            |

## Рекорды
Кузнецкие Медведи
- Наибольшее количество сыгранных матчей — 208
- Наибольшее количество голов — 70
- Наибольшее количество очков — 155

По данным: Eliteprospects.com